# Motoare sfinte
Motoare sfinte (2012) (în engleză Holy Motors) este un film dramă-fantastic franco-german, regizat de Leos Carax și cu actorii Denis Lavant și Édith Scob în rolurile principale. Filmul a concurat pentru Palme d'Or la Festivalul de Film de la Cannes din 2012.

## Distribuție
- Denis Lavant - Mr. Oscar, The Beggar, Motion Capture Actor, Monsieur Merde, Father, The Accordionist, The Killer, The Killed, The Dying, The Man in the Foyer
- Édith Scob - Céline
- Eva Mendes - Kay M.
- Kylie Minogue - Eva / Jean
- Élise L'Homeau - Léa / Élise
- Jeanne Disson - Angèle
- Michel Piccoli - Man with birthmark
- Leos Carax - The Sleeper